# Parnó
El Parnó (grec: Πάρνων) és una serralada de Lacònia, a la regió del Peloponès, paral·lela a les muntanyes del Taíget. El Parnó estricte correspon al Malevós, i forma la frontera natural entre Arcàdia, Lacònia i l'Argòlida. La seva altura màxima és de 1.937 metres. Continua cap al sud-est pel districte Tsacònia, corrupció de Lacònia, els habitants del qual parlen un dialecte descendent del dòric; a la part occidental, continua descendint i es divideix en grups de turons separats que a l'antiguitat s'anomenaven Barbòstenes, Olimp, Ossa, Tòrnax i Menelèon; continua cap al sud, on és conegut amb el nom de mont Zàrax, amb una altura de més de 1.000 metres (1.060), fins a la costa.